# Józef Benedykt Tyszkiewicz
Józef Benedykt Tyszkiewicz herbu Leliwa (ur. ok. 1694 – zm. we wrześniu 1754) – starosta generalny żmudzki od 1742, kasztelan żmudzki 1737–1742, pisarz wielki litewski 1730–1737, marszałek Trybunału Głównego Wielkiego Księstwa Litewskiego w 1737 roku.
W 1746 odznaczony Orderem Orła Białego.
Syn Kazimierza (zm. 1701), dworzanina pokojów królewskich, i Anny ks. Ogińskiej (córki Jana Jacka Ogińskiego, hetmana polnego litewskiego). Matka Józefa dożyła 106 lat, zmarła w 1752 roku.
Wnuk Jerzego Tyszkiewicza, ciwuna wileńskiego. Brat Jerzego Tadeusza, pisarza wielkiego litewskiego.
Poślubił (przed 1722) Teresę Niemirowicz-Szczytt h. Jastrzębiec, córkę kasztelana smoleńskiego Krzysztofa Benedykta i jego trzeciej żony Anny z Kieżgajło-Zawiszów I voto za Czerniewskim II voto za Piotrem Stanisławem hr. Tarnowskim, starostą krzepickim. Teresa była siostrą kasztelana mścisławskiego Józefa i Jana Krzysztofa ożenionego z Ludwiką, córką Michała Kazimierza Paca.
Z Teresą Niemirowicz-Szczyttówną miał czworo dzieci: Krzysztofa, Jana, Annę za Tadeuszem Kociełłem i Kazimierza.
Podpisał pacta conventa Augusta III Sasa w 1733 roku.